# Halterofilismo do Futebol Clube do Porto
O Futebol Clube do Porto é um clube desportivo da cidade do Porto, Portugal, onde se praticam diversas modalidades. O presente artigo é sobre a sua secção de halterofilismo.

## História
A modalidade de halterofilismo do Futebol Clube do Porto foi fundada, de acordo com os registos, na época da refundação do clube, em agosto de 1906, juntamente com o atletismo, futebol, ginástica, halterofilismo, boxe, natação, patinagem, polo aquático e ténis de campo.

## Palmarés

### Nacional
- Campeonato Nacional: 6

1977, 1987, 1990, 2002, 2003, 2004
- Taça de Portugal: 5

1978, 1979, 1981, 1982, 1984
 Atualizado em 6 de maio de 2025